# ガミスロマイシン
ガミスロマイシン（英：Gamithromycin）はZactranという商品名で販売されている、ウシ、ブタ、ヒツジの治療に用いられる動物用医薬品である。マクロライド系抗菌薬である 。7a-azalideである。
欧州連合では2008年に獣医療用として承認された。

## 獣医療
EUでは、ガミスロマイシンはウシの呼吸器疾患、ブタの呼吸器疾患、ヒツジのpododermatitis (foot rot)の治療と予防に用いられる。
米国では、ガミスロマイシンはウシの呼吸器疾患の治療に用いられる。